# Thủy điện Đồng Nai 4
Thủy điện Đồng Nai 4 là công trình thủy điện xây dựng trên sông Đồng Nai, tại vùng đất thị trấn Quảng Khê huyện Đăk GLong tỉnh Đắk Nông và xã Lộc Bảo huyện Bảo Lâm, tỉnh Lâm Đồng, Việt Nam .
Thủy điện Đồng Nai 4 có công suất 340 MW với 2 tổ máy, khởi công tháng 12/2004, hoàn thành tháng 2/2013 .